# Bohater Ukrainy
Bohater Ukrainy (ukr. Герой України, Heroj Ukrajiny) – najwyższy tytuł honorowy Ukrainy, powiązany z orderami: Order Państwa i Order „Złota Gwiazda”.

## Historia
Tytuł został ustanowiony 23 sierpnia 1998 roku Dekretem Prezydenta Ukrainy Łeonida Kuczmy nr 944/98 razem z Orderem „Złota Gwiazda” i Orderem Państwa. Dekret zatwierdził również statut tytułu „Bohatera Ukrainy” oraz opisy insygniów Orderu „Złota Gwiazda” i Orderu Państwa.
16 marca 2000 roku Rada Najwyższa Ukrainy uchwaliła Ustawę „O odznaczeniach państwowych Ukrainy”, która stanowiła, że tytuł „Bohatera Ukrainy” (z wręczeniem Orderu „Złota Gwiazda” lub Orderu Państwa) jest najwyższym tytułem honorowym na Ukrainie. Ustalono, że ustawa obowiązuje także w stosunkach prawnych związanych z nadawaniem odznaczeń przez Prezydenta Ukrainy przed wejściem w życie tej ustawy; zaleciła ona Prezydentowi Ukrainy dostosowanie jego dekretów do tej ustawy.
2 grudnia 2002 roku Dekretem Prezydenta Ukrainy nr 1114/2002 uchylono poprzedni dekret nr 944/98; zatwierdzono nowy statut tytułu „Bohatera Ukrainy”; zatwierdzono nowe opisy insygniów Orderu „Złota Gwiazda” i Orderu Państwa oraz nowe miniatury do nich.
13 kwietnia 2017 roku Rada Najwyższa uchwaliła nowelizację Ustawy „O odznaczeniach państwowych Ukrainy”, zgodnie z którą tytuł „Bohatera Ukrainy” może zostać nadany, w drodze wyjątku, pośmiertnie cudzoziemcowi odznaczonemu Orderem Bohaterów Niebiańskiej Sotni za bohaterskie czyny w obronie konstytucyjnych podstaw demokracji, praw człowieka i wolności w okresie rewolucji godności (listopad 2013 – luty 2014).
28 marca 2019 roku Dekretem Prezydenta Ukrainy Petro Poroszenki nr 92/2019 statut tytułu „Bohatera Ukrainy” został uzupełniony o postanowienia dotyczące wypłaty jednorazowych nagród pieniężnych osobom wyróżnionym tytułem „Bohatera Ukrainy” za czyny bohaterskie z wręczeniem Orderu „Złota Gwiazda” lub rodzinie w wypadku nadania tytułu „Bohatera Ukrainy” z wręczeniem Orderu „Złota Gwiazda” pośmiertnie albo po śmierci osoby odznaczonej tytułem „Bohatera Ukrainy” z Orderem „Złota Gwiazda”, w wysokości 50-krotności minimum egzystencji ustalonego dla osoby zdolnej do pracy w dniu 1 stycznia roku kalendarzowego, w którym nadano danej osobie tytuł „Bohatera Ukrainy”.

## Insygnia
W swej konstrukcji i stylistyce tytuł „Bohatera Ukrainy” nawiązuje do nadawanego w czasach ZSRR tytułu Bohatera Związku Radzieckiego. Osobie wyróżnionej tytułem „Bohatera Ukrainy” przyznawane są insygnia tytułu „Bohatera Ukrainy”: Order „Złota Gwiazda” lub Order Państwa, Dyplom Bohatera Ukrainy, miniatura orderu i potwierdzenie nadania tytułu „Bohatera Ukrainy”.

## Zasady nadawania
Aktualny status tytułu „Bohatera Ukrainy” ustanawia:

- Tytuł „Bohatera Ukrainy” przyznawany jest obywatelom Ukrainy za bohaterski czyn lub wybitne osiągnięcia w pracy.
- Tytuł „Bohatera Ukrainy” przyznawany jest dekretem Prezydenta Ukrainy.
- Bohater Ukrainy zostaje odznaczony Orderem „Złota Gwiazda” za bohaterski czyn lub Orderem Państwa za wybitne osiągnięcia w pracy.
- Bohater Ukrainy odznaczony Orderem „Złota Gwiazda”, może otrzymać Order Państwa w przypadku zdobycia wybitnych osiągnięć w pracy, a Bohater Ukrainy odznaczony Orderem Państwa może otrzymać Order „Złota Gwiazda” w przypadku dokonania bohaterskiego czynu.
- Nie praktykuje się przyznawania po raz drugi tytułu „Bohatera Ukrainy” z wręczeniem tego samego orderu.
- Tytuł „Bohatera Ukrainy” można przyznać pośmiertnie.
- Tytuł „Bohatera Ukrainy” nie jest przyznawany za zasługi, które miały miejsce w przeszłości i nie są związane z tworzeniem i rozwojem niepodległej Ukrainy.